# 童軍手冊
《童軍手冊》（英語：Boy Scout Handbook）是美國童軍的官方手冊。這本書是羅伯特·貝登堡的原著《童軍警探》的衍生版本。《童軍警探》是許多國家的童軍運動手冊的基礎，每個國家會基於其法律和風俗習慣，修改《童軍警探》的文字。
這本手冊的原始版本，是基於貝登堡的努力撰寫。歐尼斯特·湯普森·西頓合併了他自己的森林知識手冊，以及貝登堡的《童軍警探》。後來的撰寫工作則是由其他作者幫忙。威廉·西爾寇特協助撰寫了第6、7和9版的《童軍手冊》。弗雷德里克·L·西內司（Frederick L. Hines）撰寫了第8版，而羅伯特·畢爾克白則撰寫了10到12版。

## 1910年原始版本手冊
第一個「官方版本」，書標為《森林知識、斥候和生活技能手冊》（A Handbook of Woodcraft, Scouting, and Life-craft），於1910年7月到1011年3月期間出版，期間共有8個變異性版本。美國童軍國家檔案室沒有保存上述任何的版本。這本書是由歐尼斯特·湯普森·西頓撰寫，而插圖則大部分採自羅伯特·貝登堡的《童軍警探》，包含了童軍組織、符號和記號、露營、童軍遊戲、還有各種童軍榮譽事蹟的描述。顯然地，這本書並不是那麼地強調在急救、刀斧使用，或者地圖羅盤的使用，直到後續版本才提及。因為這個版本是有意在更具權威的版本撰寫出來前，作為暫時性的手冊，因此該版本被稱為《1910年原始版手冊》（1910 Original Edition Handbook）。封面設計是由貝登堡所繪圖。在這段時間，共印製了28,000本，而不是先前所宣稱的68,900本。

## 第1版手冊
《童軍官方手冊》（The Official Handbook for Boys）出版於1991年6月。在這個版本當中，美國童軍的童軍方法做了標準化，但在書中還是有很多遺漏和錯誤。不同於「原始版本」，很多現在已知的標準童軍技能已放入該手冊中，像是刀斧使用和地圖羅盤使用。
本書也描述了很多類似童軍的道德和資格。在一段很冗長，描寫童軍該知道的事，如騎士精神、歷史、國家議題等等後，將會看到一句話：「總之，成為良好的童軍，是要成為一個完全發展、完全機敏的人。」

## 外部連結
- .   [2009-12-02]. （原始内容存档于2009-09-18）.
- Scoutstuff.org （页面存档备份，存于）
- Troop 97 History of the Boy Scout Handbook （页面存档备份，存于）
- Peterson, Robert (September 1999). The Perfect Book for a Desert Island （页面存档备份，存于）. Scouting Magazine.
- MeritBadge.Org
- USScouts.Org （页面存档备份，存于）